# Démographie de l'Islande
La démographie de l'Islande est l'ensemble des données et études concernant la population de l'Islande à toutes les époques.
Le 25 janvier 2006, l'Althing a officiellement dénombré 300 000 habitants sur le territoire islandais (ne comptant pas les 10 800 Islandais vivant principalement dans le reste de l'Europe, au Canada et aux États-Unis). Au 1er janvier 2022, on dénombre 345 400 habitants.

## Évolution de la population

### Avant 1900
L'Islande est une île peuplée par la colonisation. En 930, la population était estimée entre 30 000 et 40 000 habitants. À deux reprises, la population disparaît d'un tiers avec les épidémies de peste noire en 1402 et de peste bubonique en 1707. Le premier recensement date de 1703.
| 1703 |  | 50358 |  |

| 1753 |  | 48830 |  |

| 1803 |  | 47713 |  |

| 1853 |  | 61875 |  |

| 1873 |  | 70065 |  |

| 1883 |  | 71942 |  |

Source:

### De 1900 à 1960
| Année | Population | Naissances annuelles | Décès annuels | Solde naturel annuel | Taux de natalité (‰) | Taux de mortalité (‰) | Solde naturel (‰) | Indice de fécondité |
| ----- | ---------- | -------------------- | ------------- | -------------------- | -------------------- | --------------------- | ----------------- | ------------------- |
| 1900  | 78 000     | 2 237                | 1 545         | 692                  | 28,6                 | 19,8                  | 8,9               | 3,93                |
| 1905  | 81 000     | 2 271                | 1 435         | 836                  | 28,1                 | 17,8                  | 10,4              | 4,02                |
| 1910  | 85 000     | 2 171                | 1 304         | 867                  | 25,6                 | 15,4                  | 10,2              | 3,79                |
| 1915  | 89 000     | 2 446                | 1 376         | 1 070                | 27,6                 | 15,5                  | 12,1              | 4,00                |
| 1920  | 94 000     | 2 627                | 1 360         | 1 267                | 28,1                 | 14,5                  | 13,5              | 3,96                |
| 1925  | 99 000     | 2 554                | 1 229         | 1 325                | 25,7                 | 12,4                  | 13,3              | 3,59                |
| 1930  | 107 000    | 2 808                | 1 248         | 1 560                | 26,1                 | 11,6                  | 14,5              | 3,59                |
| 1935  | 115 000    | 2 551                | 1 402         | 1 149                | 22,1                 | 12,2                  | 10,0              | 2,99                |
| 1940  | 121 000    | 2 480                | 1 200         | 1 280                | 20,5                 | 9,9                   | 10,6              | 2,75                |
| 1945  | 129 000    | 3 434                | 1 179         | 2 255                | 26,6                 | 9,1                   | 17,5              | 3,55                |
| 1950  | 143 000    | 4 093                | 1 122         | 2 971                | 28,7                 | 7,9                   | 20,8              | 3,86                |
| 1955  | 158 000    | 4 505                | 1 099         | 3 406                | 28,5                 | 7,0                   | 21,6              | 4,07                |

### De 1960 à 2015
| Année | Population (au 1er janvier) | Naissances | Taux de natalité (‰) | Taux de fécondité (enfants par femme) | Décès | Taux de mortalité (‰) | Taux de variation naturelle (‰) | Solde migratoire | Croissance démographique (‰) |
| ----- | --------------------------- | ---------- | -------------------- | ------------------------------------- | ----- | --------------------- | ------------------------------- | ---------------- | ---------------------------- |
| 1960  | 176 000                     | 4 916      | 28,0                 | 4,27                                  | 1 167 | 6,6                   | 21,4                            | - 312            | 19,6                         |
| 1965  | 192 000                     | 4 721      | 24,6                 | 3,71                                  | 1 291 | 6,7                   | 17,9                            | - 160            | 17,0                         |
| 1970  | 204 000                     | 4 023      | 19,7                 | 2,81                                  | 1 457 | 7,1                   | 12,6                            | −1 773           | 3,9                          |
| 1975  | 218 000                     | 4 384      | 20,1                 | 2,65                                  | 1 412 | 6,5                   | 13,6                            | - 402            | 11,8                         |
| 1980  | 228 000                     | 4 528      | 19,8                 | 2,48                                  | 1 538 | 6,7                   | 13,1                            | - 608            | 10,4                         |
| 1985  | 241 000                     | 3 856      | 16,0                 | 1,93                                  | 1 652 | 6,8                   | 9,2                             | - 607            | 6,6                          |
| 1990  | 255 000                     | 4 768      | 18,7                 | 2,31                                  | 1 704 | 6,7                   | 12,0                            | - 983            | 8,2                          |
| 1995  | 267 000                     | 4 280      | 16,0                 | 2,08                                  | 1 923 | 7,2                   | 8,8                             | −1 377           | 3,7                          |
| 2000  | 281 000                     | 4 315      | 15,3                 | 2,08                                  | 1 828 | 6,5                   | 8,8                             | 1 825            | 15,3                         |
| 2005  | 297 000                     | 4 280      | 14,4                 | 2,05                                  | 1 837 | 6,2                   | 8,2                             | 3 872            | 21,3                         |
| 2010  | 318 000                     | 4 907      | 15,5                 | 2,20                                  | 2 020 | 6,4                   | 9,1                             | −2 065           | 2,6                          |
| 2015  | 329 000                     | 4 129      | 12,6                 | 1,81                                  | 2 178 | 6,6                   | 6,0                             | 1 478            | 10,4                         |
| 2020  | 364 000                     | 4 530      | 12,5                 |                                       | 2 320 | 6,4                   | 6,1                             |                  |                              |

## Distribution de la population
La plupart des Islandais habitent la côte sud, au climat plus clément que les rivages septentrionaux. Près de 60% d'entre eux sont regroupés dans la région de Reykjavik. Seule véritable exception, Akureyri, avec ses 17 754 habitants en 2011, est située au nord du pays, au bord de l'Eyjafjörður ; bien que proche du cercle polaire, Akureyri bénéficie d'un climat d'abri, ce qui lui vaut une végétation arbustive unique en Islande (nombreux sorbiers des oiseleurs). Le reste du pays est peu urbanisé et ne comprend que de rares petites villes. 
C'est un pays faiblement peuplé. La densité de population y est particulièrement faible (3,1 hab/km2 en 2011), la plus faible de toute l'Europe et l'une des plus faibles du monde. 
Une étude menée en 2017 sur des personnes se rendant dans la région de la capitale pour faire des études supérieures a révélé que « seulement environ un étudiant [de l'Université d'Islande] sur trois venant de régions situées à une distance de plus en plus éloignée du lieu de travail retourne après l'obtention du diplôme, tandis que la moitié environ reste dans la région de la capitale et que la plupart émigrent. ».

## Composition ethnique et migration

Carte des pays dont viennent les résidents islandais nés à l'étranger.
3 000 +
1 500-3 000
750-1 500
500-750

Parmi les immigrants, la minorité la plus forte est la minorité polonaise, au nombre d'environ 13 000 personnes. D'ailleurs, certains portails web islandais ont une version polonaise. Les autres communautés proviennent essentiellement des pays d'Europe du Nord, d'Asie et des pays Baltes.
Au Canada, plus de 100 000 personnes se reconnaissent Islandais ou descendants d'Islandais dont 19 155 en Colombie-Britannique.
|                                    | 2014    | 2015    | 2016    | 2017    | 2018    | 2019    | 2020    | 2021    | 2022    | 2023    | 2024    |
| ---------------------------------- | ------- | ------- | ------- | ------- | ------- | ------- | ------- | ------- | ------- | ------- | ------- |
| Islande                            | 288 442 | 289 879 | 290 509 | 291 834 | 293 858 | 295 590 | 297 367 | 299 872 | 299 517 | 300 565 | 301 931 |
| Population totale née à l'étranger | 37 229  | 39 221  | 42 020  | 46 515  | 54 592  | 61 401  | 66 767  | 68 920  | 65 400  | 74 653  | 81 795  |
| Pologne                            | 10 172  | 10 967  | 12 025  | 13 811  | 17 010  | 19 210  | 20 515  | 20 553  | 18 764  | 20 833  | 22 431  |
| Danemark                           | 3 247   | 3 283   | 3 287   | 3 412   | 3 520   | 3 590   | 3 644   | 3 701   | 3 708   | 3 727   | 3 792   |
| Ukraine                            |         |         |         |         |         | 402     | 430     | 457     | 468     | 2 597   | 3 704   |
| Lituanie                           | 1 451   | 1 499   | 1 631   | 1 901   | 2 443   | 2 906   | 3 299   | 3 291   | 2 932   | 3 353   | 3 579   |
| Roumanie                           | 312     | 400     | 522     | 704     | 1 070   | 1 536   | 1 995   | 2 117   | 1 977   | 2 598   | 2 992   |
| États-Unis                         | 2 015   | 2 019   | 2 095   | 2 183   | 2 266   | 2 386   | 2 516   | 2 677   | 2 620   | 2 640   | 2 752   |
| Philippines                        | 1 540   | 1 565   | 1 640   | 1 727   | 1 878   | 2 094   | 2 223   | 2 276   | 2 309   | 2 454   | 2 631   |
| Suède                              | 1 889   | 1 920   | 1 962   | 2 001   | 2 071   | 2 161   | 2 173   | 2 244   | 2 287   | 2 339   | 2 419   |
| Lettonie                           | 702     | 735     | 805     | 886     | 1 353   | 1 762   | 1 965   | 2 087   | 1 806   | 2 059   | 2 229   |
| Allemagne                          | 1 581   | 1 649   | 1 703   | 1 757   | 1 862   | 1 969   | 2 065   | 2 180   | 1 905   | 1 999   | 2 065   |
| Royaume-Uni                        | 1 238   | 1 307   | 1 424   | 1 489   | 1 591   | 1 702   | 1 836   | 1 957   | 1 656   | 1 712   | 1 733   |
| Viêt Nam                           | 583     | 613     | 651     | 709     | 771     | 840     | 885     | 988     | 1 053   | 1 208   | 1 602   |
| Thaïlande                          | 1 167   | 1 196   | 1 232   | 1 279   | 1 326   | 1 375   | 1 428   | 1 465   | 1 465   | 1 491   | 1 512   |
| Norvège                            | 1 004   | 1 036   | 1 056   | 1 132   | 1 215   | 1 275   | 1 273   | 1 305   | 1 329   | 1 339   | 1 381   |
| Venezuela                          |         |         |         |         |         | 95      | 229     | 391     | 548     | 1 221   | 1 371   |
| Espagne                            | 432     | 540     | 631     | 682     | 830     | 909     | 1 076   | 1 161   | 1 083   | 1 223   | 1 345   |
| Portugal                           | 520     | 576     | 636     | 741     | 848     | 993     | 1 131   | 1 034   | 983     | 1 147   | 1 300   |
| Pays étrangers non spécifiés       | 110     | 147     | 163     | 433     | 1 051   | 1 401   | 1 560   | 1 496   | 1 163   | 1 044   | 1 013   |
| Tchéquie                           |         |         | 318     | 373     | 555     | 744     | 851     | 792     | 715     | 839     | 943     |
| France                             | 466     | 538     | 627     | 635     | 722     | 835     | 912     | 966     | 780     | 838     | 878     |
| Croatie                            |         |         | 180     | 255     | 427     | 657     | 828     | 825     | 742     | 808     | 864     |
| Syrie                              |         |         |         |         |         |         |         |         | 462     | 651     | 771     |
| Italie                             |         |         |         | 342     | 419     | 482     | 556     | 607     | 631     | 704     | 770     |
| Inde                               |         |         |         |         |         | 357     | 387     | 439     | 512     | 658     | 746     |
| Chine                              | 550     | 582     | 609     | 624     | 658     | 686     | 709     | 729     | 691     | 702     | 740     |
| Hongrie                            |         |         |         | 322     | 423     | 464     | 506     | 550     | 496     | 647     | 732     |
| Russie                             |         |         |         | 399     | 427     | 452     | 502     | 515     | 500     | 582     | 634     |
| Serbie                             |         |         |         | 347     | 412     | 468     | 516     | 528     | 492     | 510     | 606     |
| Grèce                              |         |         |         |         |         |         |         |         | 290     | 432     | 567     |
| Slovaquie                          |         |         |         |         |         | 475     | 511     | 463     | 433     | 505     | 556     |
| Moldavie                           |         |         |         |         |         |         |         |         | 269     | 395     | 522     |
| Total                              | 325 671 | 329 100 | 332 529 | 338 349 | 348 450 | 356 991 | 364 134 | 368 792 | 364 917 | 375 218 | 383 726 |

|             | 2015 | 2016 | 2017 | 2018 | 2019 | 2020 |
| ----------- | ---- | ---- | ---- | ---- | ---- | ---- |
| Pologne     | 265  | 224  | 223  | 149  | 131  | 134  |
| Thaïlande   | 42   | 48   | 34   | 37   | 19   | 19   |
| Viêt Nam    | 33   | 26   | 22   | 27   | 30   | 18   |
| Lituanie    |      |      |      | 13   | 4    | 15   |
| Philippines | 74   | 55   | 41   | 20   | 27   | 13   |
| Norvège     |      |      |      | 0    | 2    | 13   |
| Suède       | 11   | 17   | 10   | 15   | 5    | 12   |
| Lettonie    | 21   | 22   | 24   | 19   | 16   | 11   |
| Total       | 801  | 703  | 637  | 569  | 437  | 395  |

## Langues
Langue germanique parlée en Islande, l'islandais a pour racine historique le norrois, qui était pratiqué depuis le Moyen Âge dans les pays scandinaves. L'isolement de l'Islande et son importante culture de l'écrit ont permis une conservation exceptionnelle de la langue originelle notamment dans sa version écrite mais également sous sa version orale.
L'anglais et le danois sont aussi largement parlés et compris. Le français et l'allemand sont aussi enseignés dans des écoles de grammaire et à la fin de l'enseignement secondaire. Probablement pour cette même raison d'isolement, les Islandais peuvent communiquer avec les habitants des îles Féroé et du nord de la Norvège puisque leur langue s'apparente toujours d'assez près au vieux norrois.

## Religion
En Islande, il n'existe pas de séparation entre l'Église et l'État. L'Église d'Islande ou Église évangélique-luthérienne d'Islande est l'Église nationale. L'État recense l'affiliation religieuse de tous les citoyens islandais. En 2005, les Islandais étaient divisés entre ces différents groupes religieux :
- 82,1 % sont membres de l'Église d'Islande ;
- 5,5 % sont membres d'organisations religieuses non reconnues ;
- 4,7 % sont membres des Églises libres de Reykjavik et d'Hafnarfjörður ;
- 2,6 % ne sont membres d'aucun groupe religieux ;
- 2,4 % sont membres de l'Église catholique ;
- le reste (2,7 %) se divise entre d'autres dénominations ou sectes chrétiennes, et moins de 1% de la population est de confession non chrétienne (0,7 % de musulmans : Turcs, Somaliens, Afghans, etc.)